# 丹尼爾森鎮區 (明尼蘇達州米克縣)
丹尼爾森鎮區（英語：Danielson Township）是位於美國明尼蘇達州米克縣的一個行政鎮區。

## 地方資料
丹尼爾森鎮區的面積為92.94平方千米，當中陸地面積為89.35平方千米，而水域面積為3.59平方千米。根據2020年美國人口普查的數據，當地共有人口280人，而人口密度為每平方千米3.01人。